# Flynn Southam
Flynn Southam , né le 5 juin 2005 à Murdoch, est un nageur australien.

## Biographie
Flynn Southam obtient aux Jeux du Commonwealth à Birmingham trois médailles d'or, au relais 4 × 100 m nage libre, au relais 4 × 200 m nage libre et au relais 4 × 100 m nage libre mixte.
La même année, aux Championnats pan-pacifiques juniors 2022 à Honolulu, il remporte quatre médailles d'or (sur 50 m nage libre, 100 m nage libre, 200 m nage libre et au relais 4 × 200 m nage libre) ainsi que deux médailles d'argent (au relais 4 × 100 m nage libre et au relais 4 × 100 m 4 nages). Aux Championnats du monde de natation en petit bassin 2022 à Melbourne, il est médaillé d'or du relais 4 × 50 m nage libre, médaillé d'argent du relais 4 × 100 m nage libre, du relais 4 × 200 m nage libre et du relais 4 × 50 m nage libre mixte ainsi que médaillé de bronze du relais 4 × 50 m 4 nages.
Il fait partie du relais 4 × 100 m nage libre australien médaillé d'or aux Championnats du monde de natation 2023 à Fukuoka.

## Palmarès

### Jeux olympiques
- Jeux olympiques d'été de 2024 à Paris :
  -  Médaille d'argent du relais 4 × 100 m nage libre.
  -  Médaille de bronze du relais 4 × 200 m nage libre.

### Championnats du monde en grand bassin
- Championnats du monde 2023 à Fukuoka :
  -  Médaille d'or du relais 4 × 100 m nage libre.
  -  Médaille d'or du relais 4 × 100 m nage libre mixte (participe uniquement aux séries).
  -  Médaille de bronze du relais 4 × 200 m nage libre (participe uniquement aux séries).
- Championnats du monde 2025 à Singapour :
  -  Médaille d'or du relais 4 × 100 m nage libre.
  -  Médaille de bronze du relais 4 × 200 m nage libre.

### Championnats du monde en petit bassin
- Championnats du monde de natation en petit bassin 2022 à Melbourne :
  -  Médaille d'or du 4 × 50 m nage libre.
  -  Médaille d'argent du 4 × 100 m nage libre.
  -  Médaille d'argent du 4 × 200 m nage libre.
  -  Médaille d'argent du 4 × 50 m nage libre mixte.
  -  Médaille de bronze du 4 × 50 m 4 nages.

### Jeux du Commonwealth
- Jeux du Commonwealth de 2012 à Birmingham : 
  -  Médaille d'or du 4 × 100 m nage libre.
  -  Médaille d'or du 4 × 200 m nage libre.
  -  Médaille d'or du 4 × 100 m nage libre mixte.